# دوروثي ماي ريتشاردسون
دوروثي ماي ريتشاردسون (بالإنجليزية: Dorothy Mae Richardson)‏ هي ناشِطة أمريكية، ولدت في 1923، وتوفيت في 28 أبريل 1991 بسبب قصور كلوي.